# Um ourives em sua oficina
Um ourives em sua oficina é uma pintura a óleo de Petrus Christus do ano de 1449, pertencente ao movimento dos primeiros artistas flamengos. A obra encontra-se ao Metropolitan Museum of Art de Nova York.
Encomendada pelos ourives de Bruges, a pintura é um anúncio de seus serviços.
Em 1817, especulou-se que a figura principal representava Santo Elígio, padroeiro dos ourives, o que rendeu a inserção, por meio de pintura, de um halo de santidade à figura. Porém, no fim do século XX se identificou a figura como  uma representação realista ou um retrato de um ourives real de Bruges do século XV, provavelmente Willem van Vlueten. Willem van Vlueten havia adquirido a cidadania em Bruges no ano de 1443 e chegou a ser um importante joalheiro na corte do duque de Felipe o Bom.

## Dados de contexto

### O autor
Petrus Christus (Baarle-Hertog, circa. 1410/1415 - Bruges, 1472/1473) foi um pintor do escola dos primeiros pintores flamengos, ativo em Bruges desde 1444. Os temas da sua obra se situam entre obras religiosas e profanas. É considerado um seguidor do estilo de Jan van Eyck, porém, não chegou a ser contemporâneo deste, que faleceu em Bruges no ano de 144, antes da chegada de Christus.

### Relação da obra com a sua época histórica
A obra foi pintada em Flandes durante o século XV. Nesta época, Flandres era conhecida por possuir uma uma sociedade avançada, com uma economia baseada nos produtos têxteis de luxo e no comércio, favorecido pela excelente situação estratégica da região: por lá passavam as grandes rotas comerciais terrestres que iam da Itália e da França para a Inglaterra e países nórdicos, bem como as rotas marítimas que iam do mar do Norte ao Mar cantábrico. A burgesia flamenga gostava do luxo e da arte, em consonância com o desenvolvimento dos seus interesses econômicos e intelectuais. As obras eram destinadas aos ambientes internos das casas ou às capelas privadas dos compradores. Por este motivo considerava-se que a pintura era uma técnica ideal, flexível, barata e adequada para refletir os gostos burgueses.

### O estilo
A obra está realizada dentro o estilo dos primeiros artistas flamengos. A escola flamenga de pintura foi uma das mais importantes do mundo, desde os seus inícios no século XV até o século XVIII. Estes artistas costumavam pintar quadros de temática religiosa, que tratavam como pinturas de gênero, ainda que também fizessem retratos e paisagens. Utilizavam a técnica da pintura a óleo e o seu estilo caracterizava-se pela minuciosidade, o detalhe na reprodução de objetos, o naturalismo e o amor à paisagem. Entre os artistas mais importantes desta escola destacam Robert Campin, Jan van Eyck, Roger van der Weyden e Petrus Christus—autor desta obra.

## Descrição da obra
A obra mostra a oficina de um ourives, equipada com joias e objetos finamente trabalhados que são expostos na parede. Ao centro, sentado de frente para a tabuleta de trabalho, há a figura principal do ourives pesando um anel de casamento com uma balança. A figura veste uma elegante túnica de cor vermelha e um tipo de gorro da mesma cor. Do seu lado direito e atrás, há um jovem casal aristocrático vestido de forma suntuosa, que estão a comprar o anel de casamento. Sobre a tabuleta, pintada em trompe-l´oeil, encontra-se uma faixa utilizada durante as cerimônias de matrimônio, umas moedas e um espelho convexo que reflete a praça do mercado do lado de fora da loja.  Na parte da frente da tabuleta, o artista assinou e datou a obra com o texto "PETRº·XPI·ME·FECIT·Aº·1449".

## Galeria

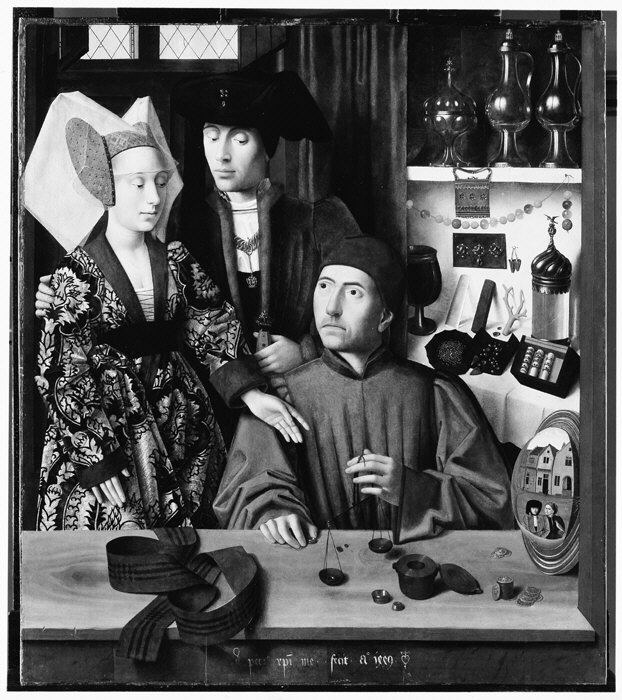
Um ourives em sua loja em preto e branco
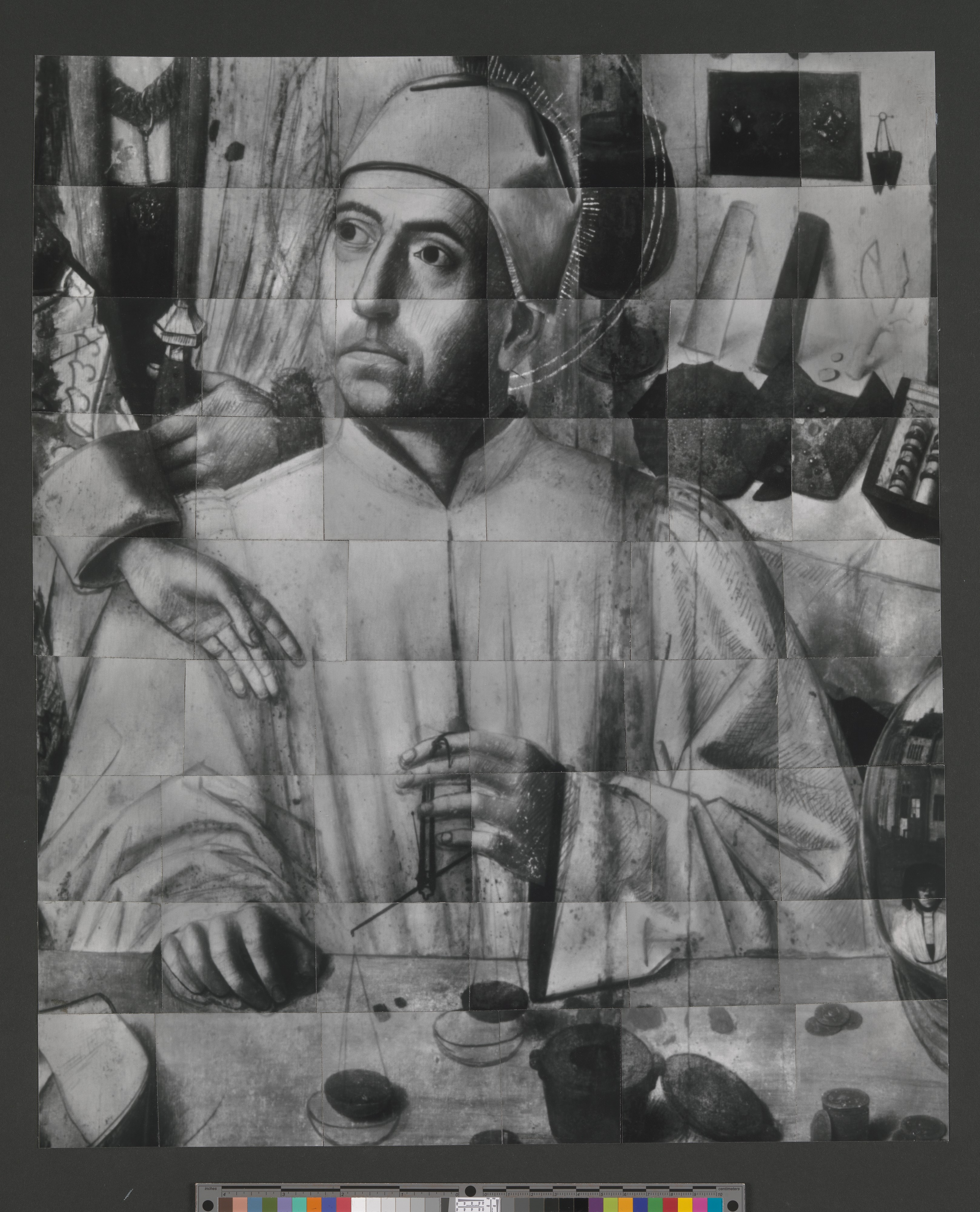
Detalhe de obra em preto e branco
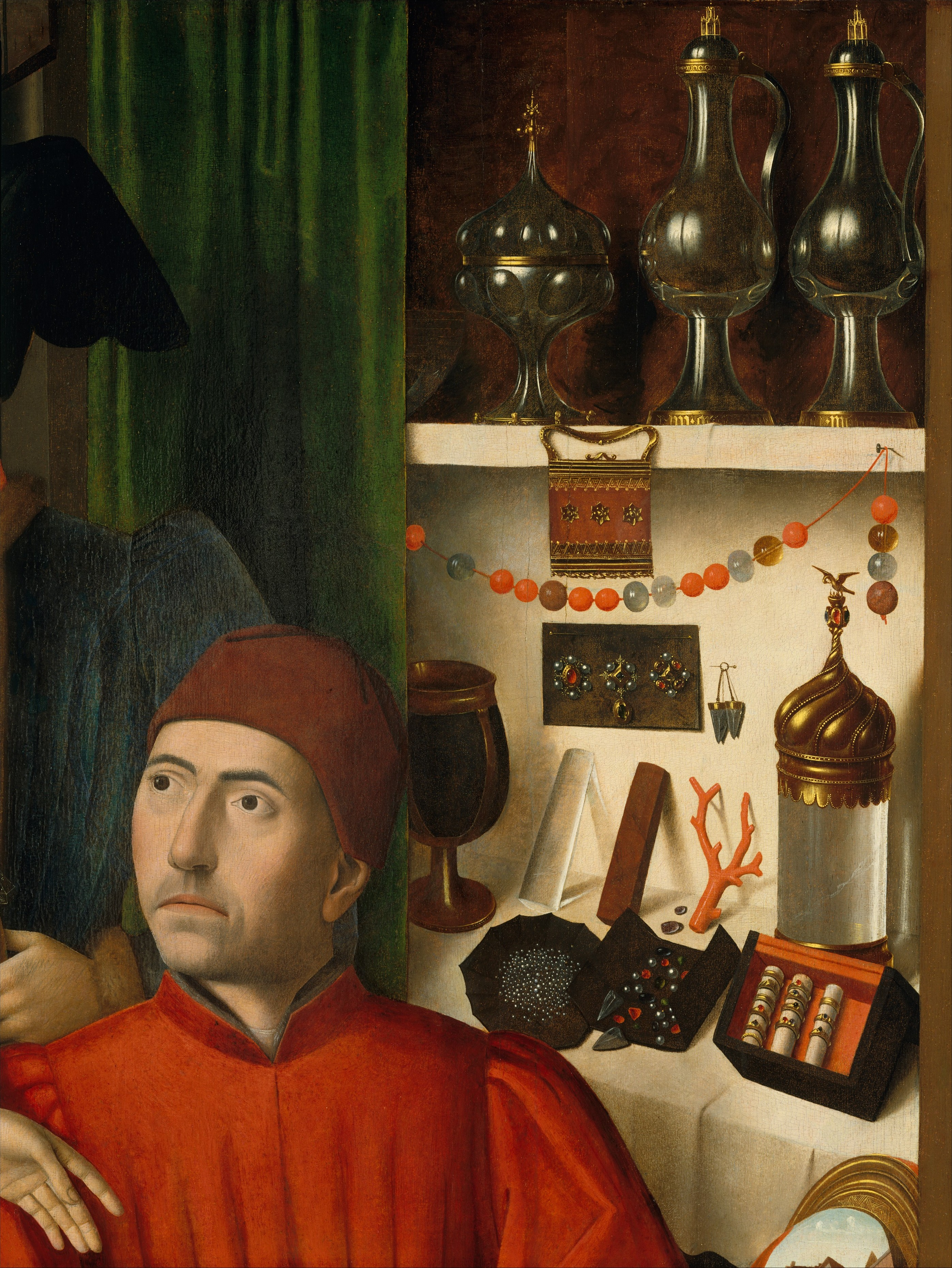
Detalhe de obra
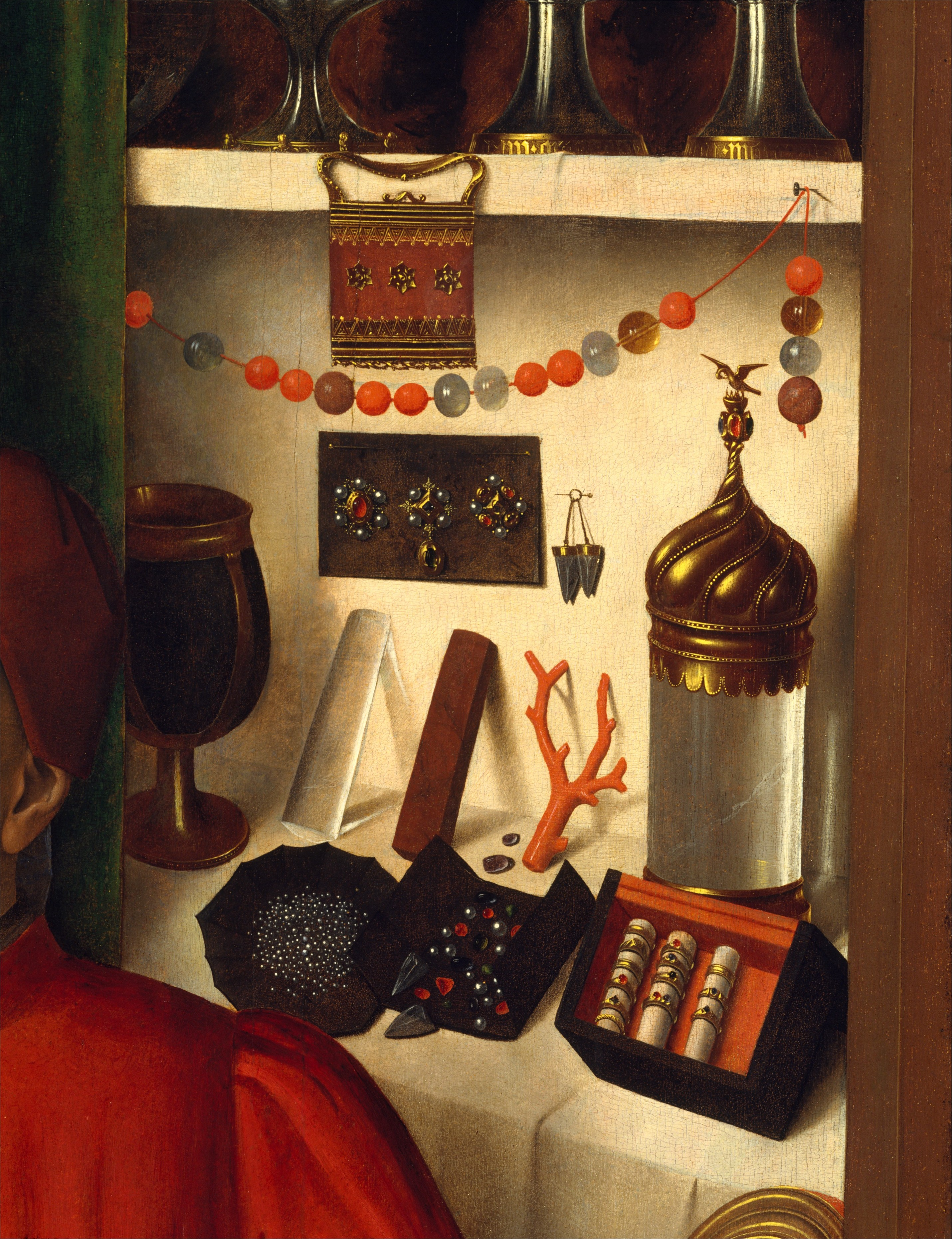
Detalhe de obra
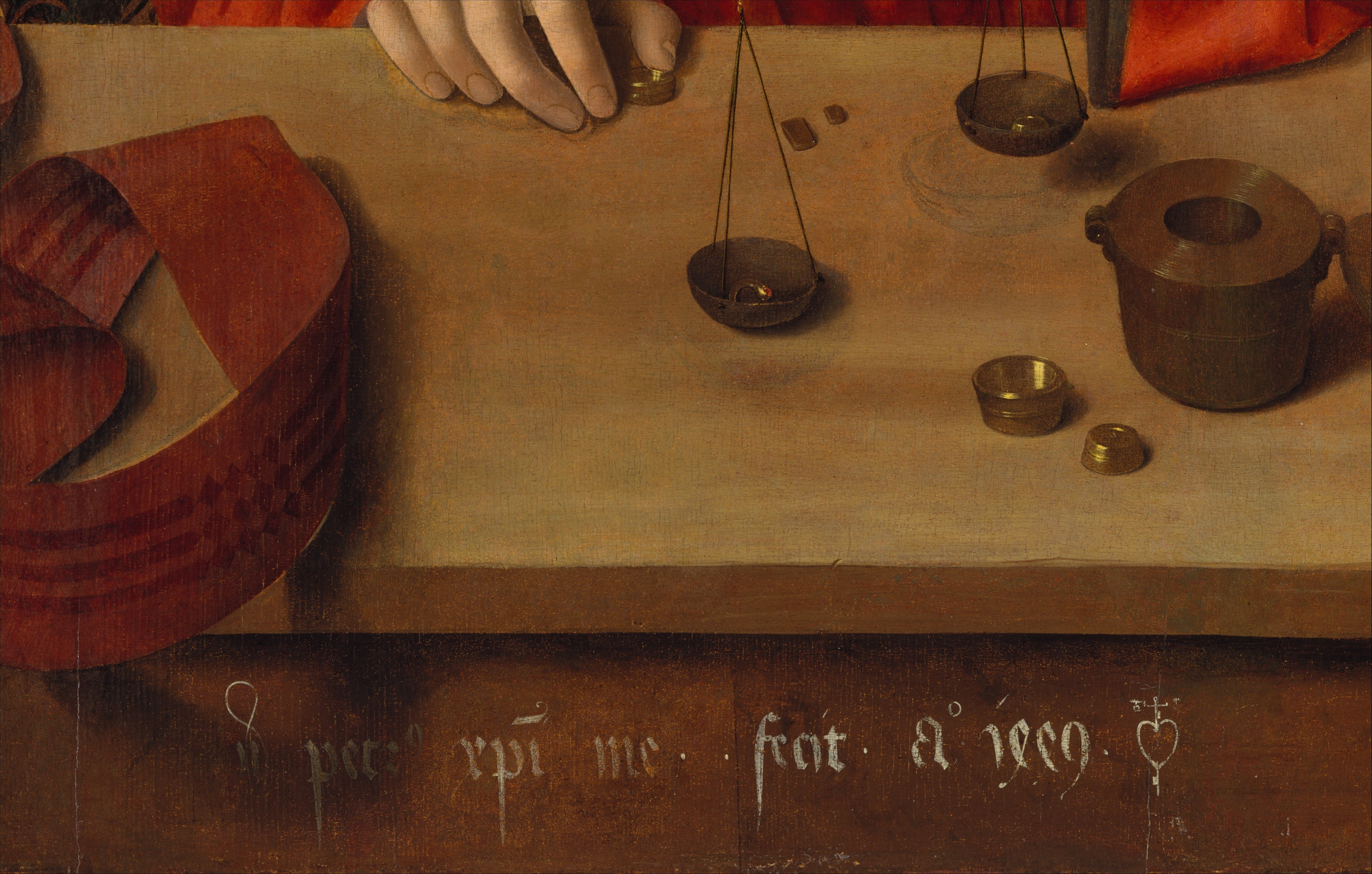
Detalhe de obra